# Edvige di Danimarca
Edvige di Danimarca (Castello di Frederiksborg, 5 agosto 1581 – Lichtenburg, 26 giugno 1641) è stata una principessa danese, divenuta principessa elettrice di Sassonia per matrimonio.

## Biografia
Era figlia di Federico II di Danimarca, re di Danimarca, Norvegia, e di Sofia di Meclemburgo-Güstrow.
Venne data in moglie al principe elettore Cristiano II di Sassonia, che sposò a Dresda il 12 settembre 1602.
Edvige non riuscì a metter al mondo alcun figlio.
Nel 1611, quando rimase vedova, divenne Elettrice di fatto condividendo il potere con il principe in carica, Giovanni Giorgio II di Sassonia, fratello minore di Cristiano.
Per conto del cognato, nei cui confronti prendeva decisioni in modo autonomo, mantenne contatti commerciale e diplomatici grazie a sua sorella Anna di Danimarca, moglie di Giacomo I d'Inghilterra, e a suo fratello Cristiano IV di Danimarca.
Si occupò inoltre di pianificare i matrimoni di cinque nipoti.
A causa della posizione dei suoi territori, questi vennero duramente attaccati durante la Guerra dei trent'anni.

## Albero genealogico
|                                   |                                    |                                   | Genitori                         |  |  | Nonni |  |  | Bisnonni                |  |  | Trisnonni                |  |
|                                   |                                    |                                   |                                  |  |  |       |  |  | Federico I di Danimarca |  |  | Cristiano I di Danimarca |  |
|                                   |                                    |                                   |                                  |  |  |       |  |  | Federico I di Danimarca |  |  | Cristiano I di Danimarca |  |
|                                   |                                    | Dorotea di Brandeburgo            |                                  |  |  |       |  |  | Federico I di Danimarca |  |  |                          |  |
| Cristiano III di Danimarca        |                                    |                                   |                                  |  |  |       |  |  | Federico I di Danimarca |  |  |                          |  |
|                                   |                                    | Anna di Brandeburgo               | Giovanni I di Brandeburgo        |  |  |       |  |  |                         |  |  |                          |  |
|                                   |                                    | Anna di Brandeburgo               | Giovanni I di Brandeburgo        |  |  |       |  |  |                         |  |  |                          |  |
|                                   |                                    | Anna di Brandeburgo               | Margherita di Turingia           |  |  |       |  |  |                         |  |  |                          |  |
| Federico II di Danimarca          |                                    | Anna di Brandeburgo               |                                  |  |  |       |  |  |                         |  |  |                          |  |
|                                   |                                    | Magnus I di Sassonia-Lauenburg    | Giovanni V di Sassonia-Lauenburg |  |  |       |  |  |                         |  |  |                          |  |
|                                   |                                    | Magnus I di Sassonia-Lauenburg    | Giovanni V di Sassonia-Lauenburg |  |  |       |  |  |                         |  |  |                          |  |
|                                   |                                    | Magnus I di Sassonia-Lauenburg    | Dorotea di Hohenzollern          |  |  |       |  |  |                         |  |  |                          |  |
| Dorotea di Sassonia-Lauenburg     |                                    | Magnus I di Sassonia-Lauenburg    |                                  |  |  |       |  |  |                         |  |  |                          |  |
|                                   |                                    | Caterina di Braunschweig-Lüneburg | Enrico IV di Brunswick-Lüneburg  |  |  |       |  |  |                         |  |  |                          |  |
|                                   |                                    | Caterina di Braunschweig-Lüneburg | Enrico IV di Brunswick-Lüneburg  |  |  |       |  |  |                         |  |  |                          |  |
|                                   |                                    | Caterina di Braunschweig-Lüneburg | Caterina di Pomerania-Wolgast    |  |  |       |  |  |                         |  |  |                          |  |
| Edvige di Danimarca               |                                    | Caterina di Braunschweig-Lüneburg |                                  |  |  |       |  |  |                         |  |  |                          |  |
|                                   | Alberto VII di Meclemburgo-Güstrow | Magnus II di Meclemburgo-Schwerin |                                  |  |  |       |  |  |                         |  |  |                          |  |
|                                   | Alberto VII di Meclemburgo-Güstrow | Magnus II di Meclemburgo-Schwerin |                                  |  |  |       |  |  |                         |  |  |                          |  |
|                                   | Alberto VII di Meclemburgo-Güstrow | Sofia di Pomerania-Wolgast        |                                  |  |  |       |  |  |                         |  |  |                          |  |
| Ulrico III di Meclemburgo-Güstrow | Alberto VII di Meclemburgo-Güstrow |                                   |                                  |  |  |       |  |  |                         |  |  |                          |  |
|                                   |                                    | Anna di Brandeburgo               | Gioacchino I di Brandeburgo      |  |  |       |  |  |                         |  |  |                          |  |
|                                   |                                    | Anna di Brandeburgo               | Gioacchino I di Brandeburgo      |  |  |       |  |  |                         |  |  |                          |  |
|                                   |                                    | Anna di Brandeburgo               | Elisabetta di Danimarca          |  |  |       |  |  |                         |  |  |                          |  |
| Sofia di Meclemburgo-Güstrow      |                                    | Anna di Brandeburgo               |                                  |  |  |       |  |  |                         |  |  |                          |  |
|                                   |                                    | Federico I di Danimarca           | Cristiano I di Danimarca         |  |  |       |  |  |                         |  |  |                          |  |
|                                   |                                    | Federico I di Danimarca           | Cristiano I di Danimarca         |  |  |       |  |  |                         |  |  |                          |  |
|                                   |                                    | Federico I di Danimarca           | Dorotea di Brandeburgo           |  |  |       |  |  |                         |  |  |                          |  |
| Elisabetta di Danimarca           |                                    | Federico I di Danimarca           |                                  |  |  |       |  |  |                         |  |  |                          |  |
|                                   |                                    | Sofia di Pomerania                | Bogislao X di Pomerania          |  |  |       |  |  |                         |  |  |                          |  |
|                                   |                                    | Sofia di Pomerania                | Bogislao X di Pomerania          |  |  |       |  |  |                         |  |  |                          |  |
|                                   |                                    | Sofia di Pomerania                | Anna Jagellone                   |  |  |       |  |  |                         |  |  |                          |  |
|                                   |                                    | Sofia di Pomerania                |                                  |  |  |       |  |  |                         |  |  |                          |  |